# Athrun Zala
Athrun Zala (アスラン・ザラ, Asuran Zara) é um personagem fictício da série Mobile Suit Gundam SEED e sua sequência Mobile Suit Gundam SEED Destiny, que foram produzidos pela Sunrise como parte da franquia Gundam. Na primeira série, Athrun Zala é apresentado como membro da organização militar ZAFT, composta por seres humanos geneticamente melhorados conhecidos como Coordinators. Participando da guerra entre Coordinators e humanos comuns, conhecidos como Naturals, Athrun descobre que seu amigo de infância Kira Yamato é membro da organização militar dos Naturals, a Aliança da Terra, apesar de ser um Coordinator. Através da série, Athrun encontra Kira e, depois de quase matá-lo, Athrun começa a questionar seus próprios motivos para participar da guerra. Athrun retorna em Gundam SEED Destiny participando de outra guerra e é o protagonista de seus filmes de compilação.
Athrun também apareceu nas adaptações de mangá das duas séries de TV, além de assumir o papel principal em Mobile Suit Gundam SEED Destiny: The Edge, bem como as compilações de filmes. Vários jogos da franquia Gundam, bem como os jogos de crossovers também apresentam Athrun como piloto de mobile suits. Ele é dublado na série japonesa por Akira Ishida e em inglês por Samuel Vincent, na dublagem feita pela Ocean, e por Chris Hackney, na dublagem da NYAV.
O personagem de Athrun tem sido muito popular, conquistando colocações altas nas pesquisas da franquia Gundam, bem como as pesquisas do Anime Grand Prix. Publicações de mangás, anime e outros meios de comunicação comentaram sobre o personagem de Athrun, proporcionando uma resposta positiva devido a seus relacionamentos e seu papel na série.

## Aparições

### Em Mobile Suit Gundam SEED
Em Mobile Suit Gundam SEED, Athrun é um dos seres humanos geneticamente melhorados, conhecidos como Coordinators, que se juntaram à organização militar ZAFT que luta contra os humanos normais, os Naturals, na Guerra Bloody Valentine. No início da série, Athrun é membro da Rau Le Creuset Team, que realiza um ataque ZAFT na colônia neutra Heliópolis. A equipe rouba vários mobile suits avançados criados pela Aliança da Terra; O próprio Athrun confisca o GAT-X303 Aegis (GAT-X303 イージス). Durante a invasão, ele descobre que seu amigo de infância, Kira Yamato, tornou-se o piloto do mobile suit GAT-X105 Strike. Como ZAFT é designado para destruir o navio da Aliança da Terra, Archangel, Athrun encontra Kira em momentos em que o último estava defendendo o navio para proteger seus amigos. Quando Kira mata um de seus companheiros em combate, Athrun tenta matar Kira ao autodestruir o Aegis ao lado do Strike, escapando logo antes da detonação. Ele é encontrado por Cagalli Yula Athha do país neutro Orb, que apesar de estar irritada com a suposta morte de Kira, ela permite que ele volte para ZAFT depois que ambos discutam os motivos para matar.
Depois de retornar à ZAFT, Athrun recebe o mobile suit Predefinição:Japonêss por seu pai Patrick Zala pelas suas conquistas na guerra. Patrick ordena que ele rastreie e recupere o mobile suit ZGMF-X10A Freedom, que foi roubado pela noiva de Athrun, Lacus Clyne, e para eliminá-la. Ele é incapaz de seguir suas ordens depois de saber que Kira está vivo e é o piloto do Freedom. Enquanto o Archangel planeja enfrentar a ZAFT e a Aliança da Terra para acabar com a guerra, Athrun decide conversar com seu pai. Patrick revela que pretende continuar a guerra até que todos os Naturals tenham sido exterminados. Com a recusa de Athrun em revelar a localização de Freedom e Justice, os soldados de Patrick o prendem. Mais tarde, ele é salvo pela facção de Clyne e se junta ao recém formado grupo de resistência chamado Three Ships Alliance, que inclui o Archangel. Para terminar a guerra, Athrun e Cagalli entram em Jachin Due. Lá eles acham Patrick baleado por um comandante da ZAFT antes que ele pudesse disparar a super-arma GENESIS. Athrun então destrói o GENESIS, detonando o poder nuclear de Justice dentro dela, para parar o ataque da ZAFT.

### Em Mobile Suit Gundam SEED Destiny
Dois anos após a guerra em Mobile Suit Gundam SEED Destiny, Athrun está vivendo sob o pseudônimo Alex Dino (アレックス・ディノ, Arekkusu Dino) trabalhando como guarda-costas de Cagalli, que controla a Orb. Na declaração da Segunda Guerra Bloody Valentine, Athrun retorna a ZAFT, na esperança de evitar a guerra. Athrun encontra-se com o presidente da ZAFT, Gilbert Durandal, que o designa como membro das forças especiais de elite, FAITH. Athrun recebe o novo mobile suit ZGMF-X23S Saviour (ZGMF-X23S セイバー) e junta-se ao navio Minerva da ZAFT. Lá, Athrun se torna o comandante dos pilotos de mobile suits, tornando-se um mentor para Shinn Asuka, embora os dois nem sempre se dão bem. Nas lutas contra a Aliança da Terra, o Archangel interfere para reduzir o número de baixas, mas Athrun decide não retornar com eles, afirmando que estão piorando a situação. Durante um choque entre os três grupos, o Saviour é destruído pelo Freedom de Kira, deixando Athrun sem um mobile suit. Após o ataque da ZAFT contra o Archangel, Athrun começa a questionar seus motivos. Mais tarde, ele descobre que Durandal está se preparando para enquadrá-lo como um traidor. Athrun escapa da ZAFT com Meyrin Hawke em um mobile suit roubado, que mais tarde foi destruído por Shinn. O par é resgatado pelo Archangel. Durante a invasão da Orb feito pela ZAFT, Lacus dá a Athrun o mobile suit ZGMF-X19A Infinite Justice (ZGMF-X19A インフィニットジャスティス), que ele usa para se juntar a Kira e ao Archangel para lutar contra a ZAFT. Athrun entra no espaço a bordo do Archangel e luta junto a eles na tentativa de impedir Durandal de implementar seus planos. Na batalha final contra a ZAFT, ele auxilia na destruição da super-armadura Requiem. Ele derrota Shinn.

### Em outras mídias
Athrun aparece no OVA Mobile Suit Gundam SEED Destiny Final Plus que expande seu papel no final da sequência. O autor Chimaki Kuori gostou do personagem de Athrun em Gundam SEED Destiny, que resultou na série de mangá Mobile Suit Gundam SEED Destiny: The Edge, contando os eventos das séries de TV do ponto de vista de Athrun. No mangá Gundam SEED e Gundam SEED Destiny, o autor Masatsugu Iwase tenta fazê-lo parecer galante enquanto não o faz parecer muito feminino, pois ele queria tornar Athrun afetado por Kira.
Athrun aparece nas duas séries de compilações de filmes de Gundam SEED e Gundam SEED Destiny, e é a figura narrativa do último. Ele permanece como um soldado da Orb no final da série, trabalhando ao lado de seus ex-companheiros da ZAFT. Ele foi destaque em dois CDs de personagens da série com faixas realizadas por seu ator de voz japonês, Akira Ishida.
No jogo de Game Boy Advance, Mobile Suit Gundam Seed: Tomo to Kimi to Senjou de, os jogadores anda com Athrun perguntando às pessoas qual serie um bom presente. Em Mobile Suit Gundam Seed: Rengou vs. Z.A.F.T. e Mobile Suit Gundam Seed Destiny: Rengou vs. Z.A.F.T. II, Athrun pode ser jogável em ambos os modos, como um piloto da ZAFT ou como um piloto da Orb. Athrun é um piloto em Dynasty Warriors: Gundam 2 e Dynasty Warriors: Gundam 3 com o Infinite Justice sendo um mobile suit jogável. Athrun aparece em Mobile Suit Gundam: Gundam vs. Gundam e sua sequência, Mobile Suit Gundam: Gundam vs. Gundam Next, pilotando o Aegis. O Saviour e Infinite Justice também aparecem como mobiles de assistência para o Force Impulse (somente no Gundam vs. Gundam original) e do Strike Freedom, respectivamente. Em Mobile Suit Gundam: Extreme Vs., Athrun é jogável no Infinite Justice. Outro jogo de crossover no qual ele é jogável é  Gundam Assault Survive, pilotando o Aegis. Athrun, juntamente com outros personagens de Gundam SEED e Gundam SEED Destiny, aparecem em vários jogos da série Super Robot Wars. Athrun aparece em Another Century's Episode 3 pilotando o Justice e em Another Century's Episode R pilotando o Infinite Justice.

## Recepção

### Popularidade
O personagem de Athrun foi bem recebido por espectadores de anime, aparecendo várias vezes nas pesquisas de popularidade do Anime Grand Prix para a categoria de personagens masculinos favoritos. Ele ficou em segundo lugar em 2002, quarto em 2003, primeiro em 2004, segundo em 2005, e terceiro em 2006.
Em uma pesquisa da revista Newtype, Athrun foi votado como o terceiro personagem de anime masculino mais popular dos anos 2000. A Sunrise fez duas pesquisas que perguntavam aos fãs quais eram os personagens mais memoráveis de Gundam SEED e de Gundam SEED Destiny; Athrun foi o quinto no primeiro e terceiro no último. Na pesquisa focada nos melhores times entre os antigos inimigos, ele e Kira foram os segundos. Em uma pesquisa online de 2012, Athrun foi eleito como o segundo personagem mais popular de Gundam SEED. Seu ator de voz japonês, Akira Ishida, ganhou como o ator de voz mais popular no Seiyu Awards 2004 por seu papel como Athrun na categoria "Melhores atores em papéis de apoio". Athrun, juntamente com outros cinco mechas e pilotos notáveis da série Gundam, foram reconhecidos no segundo conjunto de selos "Anime Heroes and Heroines", lançado no Japão em 2005.  O site Charapédia, em 2016, lançou uma enquete perguntando quais eram "Os pilotos de Mechas mais poderosos", Athrun ficou na décima sexta posição.

### Crítica
A recepção crítica para o personagem de Athrun tem sido positiva. Derrick L. Tucker, da THEM Anime Reviews, o citou como um personagem forte com suas perguntas sobre a guerra que se assemelham a Kira. Chris Beveridge, da Mania Entertainment, afirmou que, enquanto Gundam SEED estava principalmente focado no crescimento de Kira, Athrun frequentemente "roubou o show de muitas maneiras", citando sua rivalidade e sua angústia exibida durante seus episódios finais. Os comentários também foram focados no relacionamento de Athrun e Kira, com Andy Patrizio da IGN, não gostando do número de vezes que eles gritavam os nomes uns dos outros. Escrevendo para Mania Entertainment, Kim Wolstenholme estava preocupada com o quanto o relacionamento de Kira e Athrun se concentraria em Gundam SEED, mas gostou de como a introdução de Lacus aumentou a tensão, por causa de como ela e Kira começaram a se relacionar apesar de Athrun estar noivo com ela. Além disso, Ross Liversidge da UK Anime Network aproveitou o desenvolvimento de sua rivalidade, pois resultou em cenas de luta bem feitas de cada um de seus mobiles suits. Além disso, os confrontos de Athrun com Cagalli em toda a série foram louvados devido à forma como seus personagens foram desenvolvidos enquanto conversavam um com o outro.
Revendo o mangá de Gundam SEED Destiny, Julie Gray da Comic Book Bin, elogiou seu relacionamento com Cagalli, enfatizando como é integral a história. Don Houston, da DVD Talk, comentou sobre os antecedentes de Athrun sobre suas ações contra seu pai para parar seus planos "em nome da chamada super-maior". Houston se perguntou sobre suas ações futuras em Gundam SEED Destiny em relação ao seu retorno a ZAFT, bem como a forma como sua relação com Durandal seria desenvolvida. A última batalha de Athrun contra Shinn Asuka em Gundam SEED Destiny foi o momento favorito de Liversidge, do DVD que ele analisou principalmente devido a como o primeiro dá ao último "um chute muito merecido" com Athrun perdendo a paciência. A dublagem de Samuel Vincent como Athrun em Gundam SEED Destiny foi apontado por Carl Kimlinger, da Anime News Network, como um dos mais fortes do elenco.